# Zápas na Letních olympijských hrách 1988 – muži, řecko-římský do 74 kg
Zápas řecko-římský ve váhové kategorii do 74 kg probíhal na Letních olympijských hrách 1988 v Seongnamském Sangmu Gymnasium. O medaile se utkalo celkem 19 zápasníků.

## Turnajové výsledky
Zápasníci jsou rozděleni do dvou skupin. Je aplikován systém na dvě porážky.
Legenda
- TF — Lopatkové vítězství
- ST — Vítězství na technickou převahu, 12 bodů rozdíl
- PP — Vítězství na body, 1-7 bodů rozdíl, poražený s body
- PO — Vítězství na body, 1-7 bodů rozdíl, poražený bez bodů
- SP — Vítězství na body, 8-11 bodů rozdíl, poražený s body
- SO — Vítězství na body, 8-11 bodů rozdíl, poražený bez bodů
- P0 — Vítězství pro pasivitu, protivník bez bodů
- P1 — Vítězství pro pasivitu, vedoucí 1-7 bodů
- PS — Vítězství pro pasivitu, vedoucí 8-11 bodů
- DC — Vítězství z rozhodnutí, skóre 0-0
- PA — Vítězství pro soupeřovo zranění
- DQ — Vítězství pro soupeřovu diskvalifikaci
- DNA — Nenastoupil
- L — Porážky
- ER — Kolo vyřazení
- CP — Klasifikační body
- TP — Technické body

### Skupiny

#### Skupina A
| L             |                         | CP     | TP     |                          | L      |        |
| Kolo 1        | Kolo 1                  | Kolo 1 | Kolo 1 | Kolo 1                   | Kolo 1 | Kolo 1 |
| ------------- | ----------------------- | ------ | ------ | ------------------------ | ------ | ------ |
| 0             | Józef Tracz (POL)       | 3-1 PP | 6-3    | David Butler (USA)       | 1      |        |
| 1             | Óscar Sánchez (ESP)     | 0-4 TF | 2:40   | Franc Podlesek (YUG)     | 0      |        |
| 0             | Hiromiči Ito (JPN)      | 3-1 PP | 8-4    | Wei Qingkun (CHN)        | 1      |        |
| 1             | Zouheir Al-Balah (SYR)  | 0-3 PO | 0-8    | Kim Jong-nam (KOR)       | 0      |        |
| 0             | Borislav Veličkov (BUL) | 4-0 ST | 16-0   | Jean Manga (CMR)         | 1      |        |
| Kolo 2        |                         |        |        |                          |        |        |
| 0             | Józef Tracz (POL)       | 4-0 TF | 1:51   | Óscar Sánchez (ESP)      | 2      |        |
| 1             | David Butler (USA)      | 2-0 P0 | 5:31   | Franc Podlesek (YUG)     | 1      |        |
| 0             | Hiromiči Ito (JPN)      | 3-0 P1 | 4:19   | Zouheir Al-Balah (SYR)   | 2      |        |
| 2             | Wei Qingkun (CHN)       | 0-3 PO | 0-4    | Borislav Veličkov (BUL)  | 0      |        |
| 0             | Kim Jong-nam (KOR)      | 4-0 TF | 1:49   | Jean Manga (CMR)         | 2      |        |
| Kolo 3        |                         |        |        |                          |        |        |
| 1             | Józef Tracz (POL)       | 0-3 PO | 0-5    | Franc Podlesek (YUG)     | 1      |        |
| 1             | David Butler (USA)      | 3-1 PP | 6-2    | Hiromichi Ito (JPN)      | 1      |        |
| 0             | Kim Jong-nam (KOR)      | 3-1 PP | 3-1    | Borislav Velichkov (BUL) | 1      |        |
| Kolo 4        |                         |        |        |                          |        |        |
| 1             | Józef Tracz (POL)       | 3-1 PP | 4-1    | Hiromiči Ito (JPN)       | 2      |        |
| 2             | David Butler (USA)      | 0-3 PO | 0-2    | Kim Jong-nam (KOR)       | 0      |        |
| 2             | Franc Podlesek (YUG)    | 0-3 PO | 0-1    | Borislav Veličkov (BUL)  | 1      |        |
| Finálové kolo |                         |        |        |                          |        |        |
| Kolo 5        |                         |        |        |                          |        |        |
| 1             | Józef Tracz (POL)       | 0-0 DQ | 7:14   | Kim Jong-nam (KOR)       | 1      |        |
| 1             | Borislav Veličkov (BUL) |        |        | Bye                      |        |        |
| Kolo 6        |                         |        |        |                          |        |        |
| 2             | Borislav Veličkov (BUL) | 1-3 PP | 4-5    | Józef Tracz (POL)        | 1      |        |
| 1             | Kim Jong-nam (KOR)      |        |        | Bye                      |        |        |

| Zápasník                | L | ER | CP | Tiebreaker |
| ----------------------- | - | -- | -- | ---------- |
| Kim Jong-nam (KOR)      | 0 | -  | 13 | 3          |
| Józef Tracz (POL)       | 1 | -  | 10 | 3          |
| Borislav Veličkov (BUL) | 1 | -  | 11 | 2          |
| Hiromiči Ito (JPN)      | 2 | 4  | 8  |            |
| Franc Podlesek (YUG)    | 2 | 4  | 7  |            |
| David Butler (USA)      | 2 | 4  | 6  |            |
| Wei Qingkun (CHN)       | 2 | 2  | 1  |            |
| Jean Manga (CMR)        | 2 | 2  | 0  |            |
| Óscar Sánchez (ESP)     | 2 | 2  | 0  |            |
| Zouheir Al-Balah (SYR)  | 2 | 2  | 0  |            |

#### Skupina B
| L      |                          | CP     | TP     |                          | L      |        |
| Kolo 1 | Kolo 1                   | Kolo 1 | Kolo 1 | Kolo 1                   | Kolo 1 | Kolo 1 |
| ------ | ------------------------ | ------ | ------ | ------------------------ | ------ | ------ |
| 0      | Roger Tallroth (SWE)     | 3-1 PP | 7-5    | Jouko Salomäki (FIN)     | 1      |        |
| 0      | Martial Mischler (FRA)   | 3-0 P1 | 4:13   | Erhan Balcı (TUR)        | 1      |        |
| 1      | Reza Andouz (IRI)        | 0-4 TF | 2:06   | Daulet Turlychanov (URS) | 0      |        |
| 1      | Jaroslav Zeman (TCH)     | 1-3 PP | 2-5    | János Takács (HUN)       | 0      |        |
| 0      | Abdelaziz Tahir (MAR)    |        |        | Bye                      |        |        |
| Kolo 2 |                          |        |        |                          |        |        |
| 1      | Abdelaziz Tahir (MAR)    | 0-3 P1 | 3:27   | Roger Tallroth (SWE)     | 0      |        |
| 2      | Jouko Salomäki (FIN)     | 1-3 PP | 3-4    | Martial Mischler (FRA)   | 0      |        |
| 1      | Erhan Balcı (TUR)        | 3-0 P1 | 4:10   | Reza Andouz (IRI)        | 2      |        |
| 0      | Daulet Turlychanov (URS) | 4-0 TF | 3:24   | Jaroslav Zeman (TCH)     | 2      |        |
| 0      | János Takács (HUN)       |        |        | Bye                      |        |        |
| Kolo 3 |                          |        |        |                          |        |        |
| 0      | János Takács (HUN)       | 3-1 PP | 7-1    | Abdelaziz Tahir (MAR)    | 2      |        |
| 1      | Roger Tallroth (SWE)     | 1-3 PP | 2-3    | Martial Mischler (FRA)   | 0      |        |
| 2      | Erhan Balcı (TUR)        | 0-3 P1 | 2:27   | Daulet Turlychanov (URS) | 0      |        |
| Kolo 4 |                          |        |        |                          |        |        |
| 1      | János Takács (HUN)       | 0-3 P1 | 4:38   | Roger Tallroth (SWE)     | 1      |        |
| 1      | Martial Mischler (FRA)   | 0-4 TF | 4:30   | Daulet Turlychanov (URS) | 0      |        |
| Kolo 5 |                          |        |        |                          |        |        |
| 1      | János Takács (HUN)       | 3-1 PP | 4-1    | Martial Mischler (FRA)   | 2      |        |
| 2      | Roger Tallroth (SWE)     | 0-3 P1 | 5:04   | Daulet Turlychanov (URS) | 0      |        |
| Kolo 6 |                          |        |        |                          |        |        |
| 2      | János Takács (HUN)       | 0-3 PO | 0-10   | Daulet Turlychanov (URS) | 0      |        |

| Zápasník                 | L | ER | CP |
| ------------------------ | - | -- | -- |
| Daulet Turlychanov (URS) | 0 | -  | 21 |
| János Takács (HUN)       | 2 | 6  | 9  |
| Martial Mischler (FRA)   | 2 | 5  | 10 |
| Roger Tallroth (SWE)     | 2 | 5  | 10 |
| Erhan Balcı (TUR)        | 2 | 3  | 3  |
| Abdelaziz Tahir (MAR)    | 2 | 3  | 1  |
| Jouko Salomäki (FIN)     | 2 | 2  | 2  |
| Jaroslav Zeman (TCH)     | 2 | 2  | 1  |
| Reza Andouz (IRI)        | 2 | 2  | 0  |

### Finále
|                         | CP               | TP               |                          |                  |
| Zápas o 7. místo        | Zápas o 7. místo | Zápas o 7. místo | Zápas o 7. místo         | Zápas o 7. místo |
| ----------------------- | ---------------- | ---------------- | ------------------------ | ---------------- |
| Hiromiči Ito (JPN)      | 1-3 PP           | 1-5              | Roger Tallroth (SWE)     |                  |
| Zápas o 5. místo        |                  |                  |                          |                  |
| Borislav Veličkov (BUL) | 1-3 PP           | 1-4              | Martial Mischler (FRA)   |                  |
| Zápas o 3. místo        |                  |                  |                          |                  |
| Józef Tracz (POL)       | 3-0 PO           | 2-0              | János Takács (HUN)       |                  |
| Finálový zápas          |                  |                  |                          |                  |
| Kim Jong-nam (KOR)      | 3-1 PP           | 2-1              | Daulet Turlychanov (URS) |                  |

## Finálové pořadí
1. Kim Jong-nam (KOR)
2. Daulet Turlychanov (URS)
3. Józef Tracz (POL)
4. János Takács (HUN)
5. Martial Mischler (FRA)
6. Borislav Veličkov (BUL)
7. Roger Tallroth (SWE)
8. Hiromiči Ito (JPN)